# Sulfato de vanadio (II)
El sulfato de vanadio (II) describe una familia de compuestos inorgánicos con la fórmula VSO4(H2O)x , donde 0 ≤ x ≤ 7. El hexahidrato es el más común. Es un sólido violeta que se disuelve en agua para dar soluciones sensibles al aire del aquacomplejo. La sal es isomorfa con [[[Sulfato de magnesio|Mg(H2O)6]SO4]]. En comparación con la longitud del enlace V-O de 191 pm en el [V(H2O)6]3+, la distancia V-O es de 212 pm en el [V(H2O)6]SO4. Este alargamiento de casi el 10 % refleja el efecto de la menor carga y, por tanto, del debilitamiento de la atracción electrostática.
También se ha cristalizado el heptahidrato. El compuesto se obtiene mediante reducción electrolítica de sulfato de vanadilo en ácido sulfúrico  Los cristales también presentan centros [V(H2O)6]2+, pero con un agua de cristalización adicional. La sal es isomorfa con el sulfato ferroso heptahidratado. Una sal relacionada es el sulfato amónico vanadílico (NH4)2V(SO4)2·6H2O, una sal de Tutton isomorfa con el sulfato amónico ferroso.